# Dmitri Shabánov
Dmitri Shabánov –en ruso, Дмитрий Шабанов– (Moscú, URSS, 19 de julio de 1974) es un deportista ruso que compitió en vela en la clase Soling. 
Participó en los Juegos Olímpicos de Atlanta 1996, obteniendo una medalla de plata en la clase Soling (junto con Gueorgui Shaiduko e Igor Skalin). Ganó una medalla de oro en el Campeonato Mundial de Soling de 1996.

## Palmarés internacional
| \| Juegos Olímpicos \| Juegos Olímpicos \| Juegos Olímpicos \| Juegos Olímpicos \| \| Año \| Lugar \| Medalla \| Clase \| \| ------------------ \| ------------------------ \| ---------------- \| ---------------- \| \| 1996 \| Atlanta (Estados Unidos) \| Medalla de plata \| Soling \| \| Campeonato Mundial \| \| \| \| \| Año \| Lugar \| Medalla \| Clase \| \| 1996 \| Punta Ala (Italia) \| Medalla de oro \| Soling \| |                          |                  |        |
| Juegos Olímpicos |                          |                  |        |
| Año | Lugar                    | Medalla          | Clase  |
| 1996 | Atlanta (Estados Unidos) | Medalla de plata | Soling |
| Campeonato Mundial |                          |                  |        |
| Año | Lugar                    | Medalla          | Clase  |
| 1996 | Punta Ala (Italia)       | Medalla de oro   | Soling |